# Demografía de Emiratos Árabes Unidos
Los Emiratos Árabes Unidos ha sido uno de los países con mayor crecimiento demográfico, debido no solo a la alta natalidad y una mejora constante de las condiciones de vida, sino sobre todo a una fuerte migración de otros países —sobre todo, islámicos—. 
Población: 8 190 000 (2010, Instituto nacional de estadística est.); 4 975 593 (CIA World Fact Book; nota: la estimación se basa en los resultados de 2005 que incluían una estimación de mayor inmigración neta que en otros periodos)
Distribución por edades:
- 0-14 años: 20,4 % (niños 500 928; niñas 478 388)
- 15-64 años: 78,7 % (hombres 2 768 030; mujeres 1 008 404)
- 65 años o más: 0,9 % (hombres 27 601; mujeres 15 140)
  - Nota: 73,9 % de la población del segmento 15-64 son "no nacionales" (2010 est.)

Tasa de crecimiento de la población: 3,561 % (2010 est.)
Tasa de natalidad: 15,98 nacimientos/1000 habitantes (2010 est.)
Tasa de mortalidad: 2,08 muertes/1000 habitantes (julio de 2010 est.)
 Tasa neta de Migración: 21,71 migrante(s)/1000 habitantes (2010 est.)
Tasa de mortalidad infantil: 12,2 muertos/1000 nacidos vivos (2005 est.)
Esperanza de vida al nacer:
- población total: 76,33 años
- masculina: 73,75 años
- femenina: 79,01 años (2010 est.)

Tasa total de fertilidad: 2,41 niños nacidos/mujer (2010 est.)
Nacionalidad:
- nombre: Emiratense
- adjetivo: Emiratense

Grupos Étnicos:
- Nativos del país: 19 %
- otros árabes e iraníes: 23 %
- del Sur de Asia (India, Sri Lanka, Bangladés, Pakistán): 50 %
- mientras que los expatriados blancos y del resto de Asia son aproximadamente el 8 % (1982)
  - nota: menos del 20 % son ciudadanos de EAU (1982)

Religiones:
| Religión    | Hombres | Mujeres | Total   |
| Musulmanes  | 337 231 | 157 094 | 494 325 |
| Cristianos  | 20 902  | 10 629  | 31 531  |
| Otros       | 28 290  | 3735    | 32 025  |
| Desconocida | 4       | 2       | 6       |
| Total       | 386 427 | 171 460 | 557 887 |

Idiomas: Árabe (oficial), persa, inglés, hindi, urdu
Alfabetismo:
- definición: mayores de 15 que pueden leer y escribir
- Población total: 77,9 %
  - hombres: 76,1 %
  - mujeres: 81,7 % (2003 est.)